# Ellen Anna Margrethe Christensen
Ellen Anna Marie Christensen med dæknavnet Jenny Holm (født 3. september 1916 Nordby, Fanø, død 14. februar 1999 Frederiksberg).
Christensen var stikker for Gestapo. Hun blev to gange forgæves forsøgt likvideret af modstandsbevægelsen. Hun var en af Gestapos mest frygtede agenter og arbejdede sammen med Ib Birkedal Hansen. Hun charmerede både nazikredse, modstandsfolk og kommunister med sex. Efter krigen hjalp hun de allierede med at opspore 19 tyske og danske krigsforbrydere. Hun opsøgte i 1943 modstandsmanden Holger Smith, kendt som Fabrikanten. Lillebroren John Smith var agent og spionen for Danmark og døde pga. hende i Neungamme december 1945. Hun var årsag til mange menneskers lidelse og død.
Efter befrielsen blev hun agent for den britiske efterretningstjeneste, og medvirkede til at opspore 19 krigsforbrydere.
Hun blev i marts 1949 idømt 16 års fængsel, men blev benådet af K.K. Steincke og løsladt i 1952.
Efter retsopgøret og afsoning, formåede hun at skjule sin nazistiske fortid. Giftede sig og skabte en helt ny identitet og karriere, bl.a som healer. Hun tog navnet Annemarie Lenssinger, fordi hun i den sidste tid af besættelsen havde været voldsomt betaget af tyskeren Paul Lensing, der var leder af Peter-gruppens afdeling i Kolding.[kilde mangler]